# Luis Maldonado Venegas

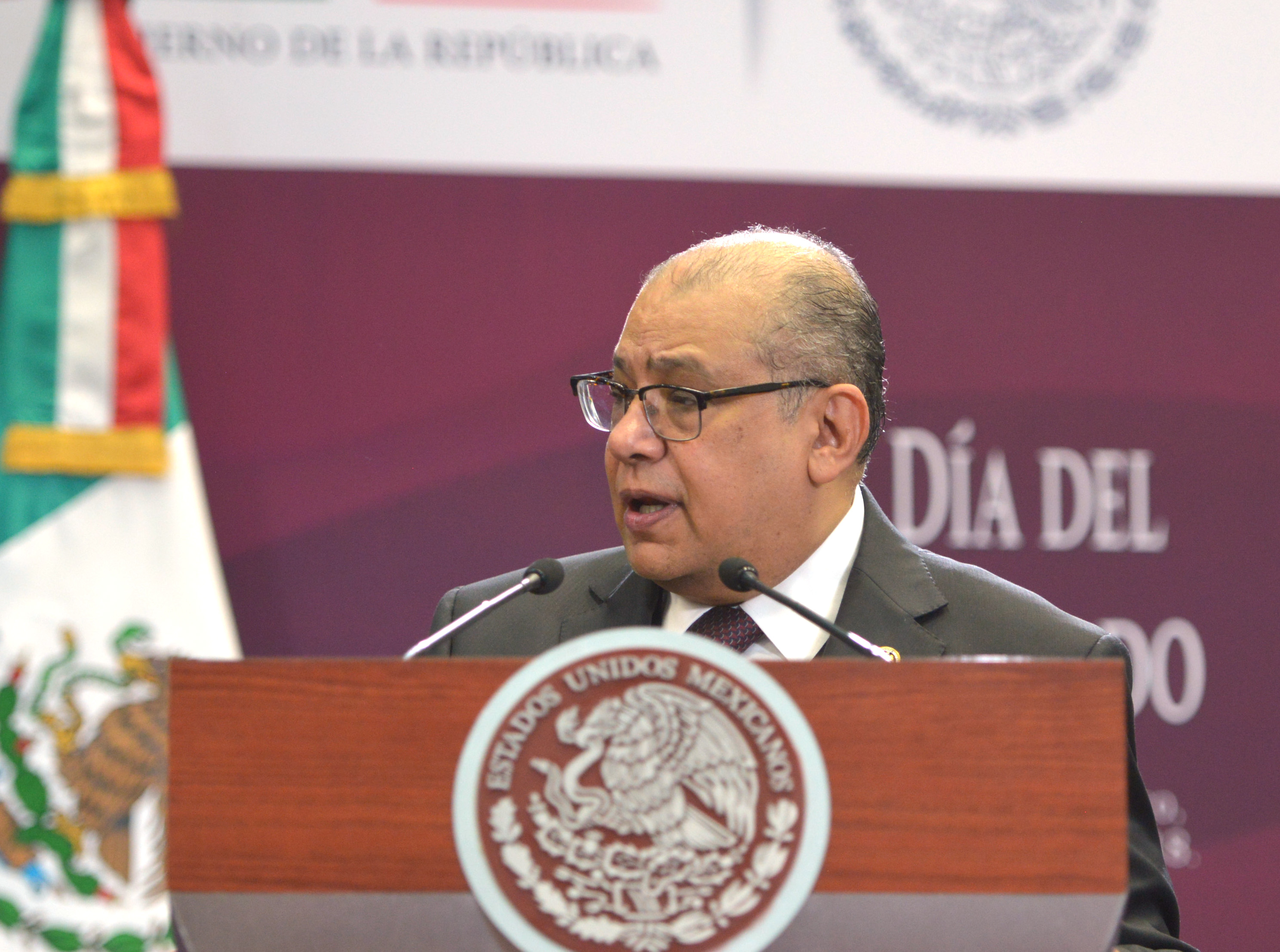
Luis Maldonado Venegas in 2018

Luis Maldonado Venegas (Aguascalientes, 19 november 1956 – Mexico-Stad, 30 april 2019) was een Mexicaans politicus van Convergentie.
Maldonaldo studeerde recht aan de Vrije Rechtsschool en de Nationale Autonome Universiteit van Mexico en vervolgens openbare administratie aan verschillende instituten in Frankrijk en Spanje. Maldonaldo vervulde verschillende publieke en juridische functies. Hij had van 2003 tot 2006 zitting in de Kamer van Afgevaardigden en was van 2006 tot 2010 voorzitter van zijn partij. Sinds 2008 zat hij in de Kamer van Senatoren.